# Kosáry Emmi

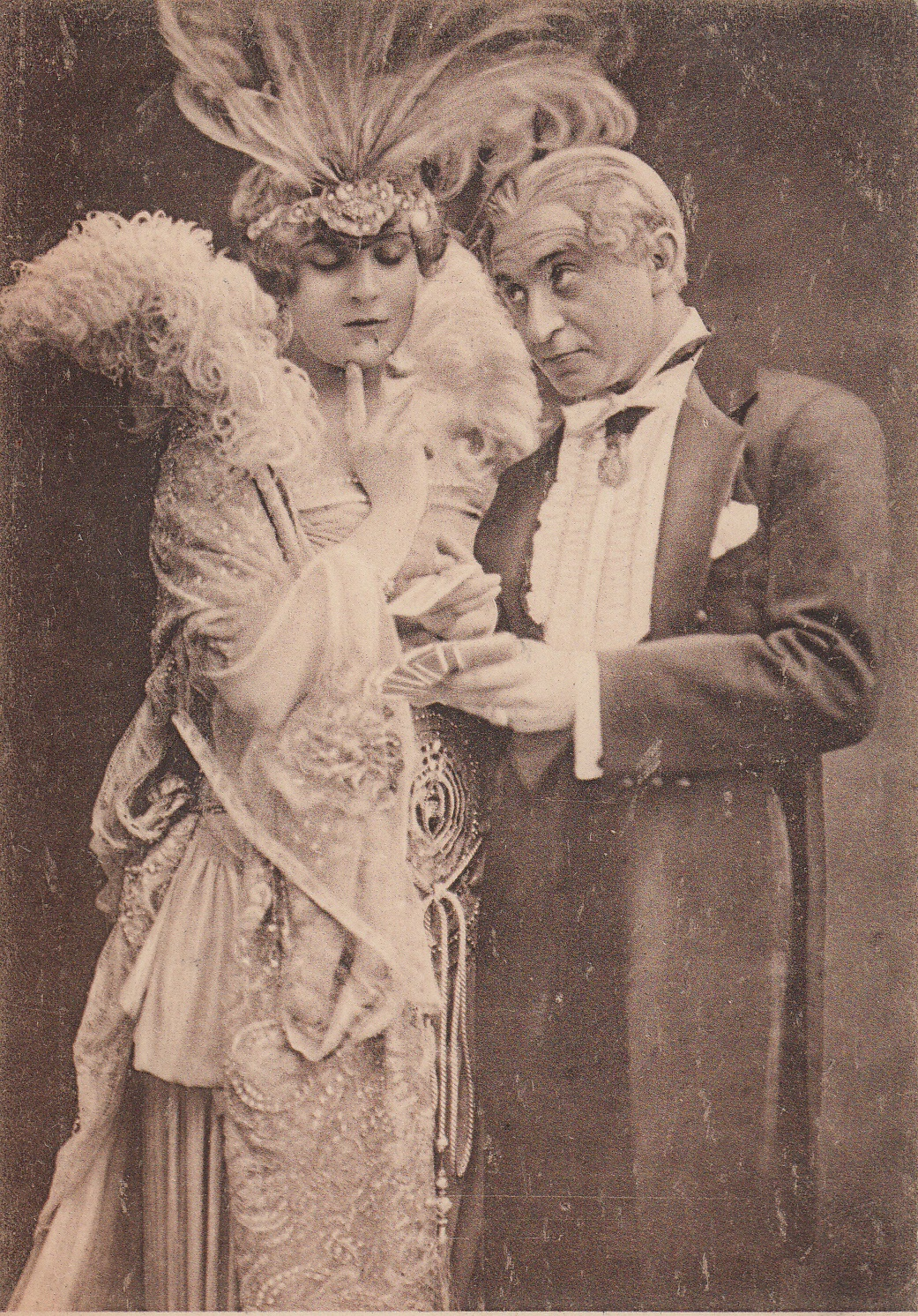
Kosáry Emmy és Rátkai Márton a Gróf Rinaldó című operettben 1920 körül

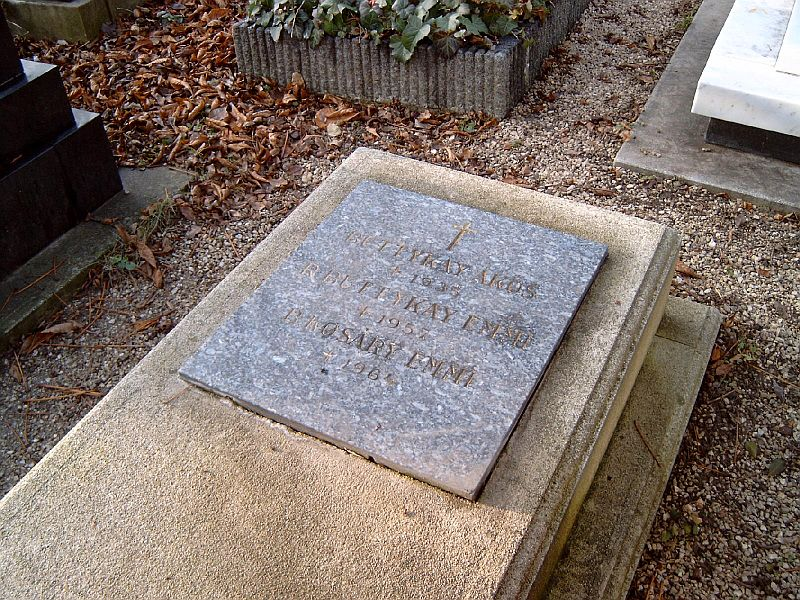
Buttykay Ákos, Buttykay Emmi és Kosáry Emmi sírja Budapesten. Farkasréti temető: 33/2-1-12

Kosáry Emmi, született: Kosári Emma Kornélia, névváltozat: Emmy (Kisszeben, 1889. május 31. – Budapest, Erzsébetváros, 1964. október 22.) magyar operadíva, operettprimadonna, filmszínésznő. Buttykay Ákos zeneszerző felesége.

## Élete
Kosári Emil és Kosáry Emma leányaként született. Középiskolai tanulmányai elvégzése után zongoraművésznek, opera-énekesnőnek készült. 1908-ban kezdte pályafutást a Király Színházban. 1909. december 22-én Budapesten, az Erzsébetvárosban kötött házasságot Buttykay Ákos zeneszerzővel. 1912-ben a budapesti Operaház tagja lett. Itt 1915-ig koloratúr énekesnőként működött. 1916-ban újból a Király Színházhoz került, ahol 1919-ig játszott. 1916-ban és 1921-ben a Vígszínházban is szerepelt, 1920-ban mint vendég, a Városi Színházban is fellépett, de a berlini Operaházban és a bécsi Carltheaterben is játszott. 1926-ban a bécsi Johann Strauss Theater művésze volt, majd 1928-ban a bécsi Carltheaterban is játszott újból. 1922-ben és 1931-ben a Fővárosi Operettszínházban, 1932-ben az Andrássy úti Színházban és a Budai Színkörben láthatta a közönség. 1933–34-ben a Magyar Színház művésze volt, 1934-ben a Royal Orfeumhoz, majd a Bethlen téri Színházhoz került. Külföldön is szerepelt: 1926-ban Bécsben, később Drezdában, de az Amerikai Egyesült Államokban is színpadra lépett vendégként először 1923 augusztusában és 1929-ben is. A Csárdáskirálynő bemutatóján volt a legnagyobb sikere. Halálát tüdőgyulladás okozta.

## Fontosabb szerepei
- Sylvia (Kálmán Imre: A csárdáskirálynő)
- Xénia (Buttykay Ákos: Az ezüstsirály)
- Médi (Franz Schubert–Berté Henrik: Három a kislány)
- Katalin (Csajkovszkij: A diadalmas asszony)
- Juliska (Lehár Ferenc: Pacsirta)
- Germaine (Robert Planquette: A corneville-i harangok)

## Filmjei
- Tatárjárás (1917)
- Az okos mama (1935)
- Varjú a toronyórán (1938)